# Aérodrome de Birao
L'aéroport de Birao (code IATA : IRO • code OACI : FEFI) est un aéroport national desservant la ville de Birao, dans le Nord-Est de la République centrafricaine. 
Il a servi à différentes opérations militaires françaises et européennes opérant au nord de la République Centrafricaine, notamment en mars 2007 dans le cadre de l'opération BOALI, ainsi que pour l'opération EUFOR Tchad-RCA en 2008-2010,.

## Situation
| Alindao Bakouma Bambari Bangassou Bangui Batangafo Berbérati Birao Bocaranga Bossangoa Bossembélé Bouar Bouca Bozoum Bria Carnot Gamboula Gordil Kaga · Bandoro Kémbé Koumala Melle Mobaye · Mbanga N'Délé Obo Ouadda Ouanda · Djalle Paoua Rafaï Sibut Yalinga Zémio |

NB : Seul l'aéroport de Bangui dispose de liaisons commerciales régulières.